# Natalie Dormerová
Natalie Dormerová (nepřechýleně Dormer; * 11. února 1982 Reading, Berkshire, Anglie) je anglická herečka, jejíž nejznámější rolí je postava Anny Boleynové v televizním seriálu Tudorovci. Jejím filmovým debutem byla postava Victorie ve filmu Casanova, kde si zahrála po boku Heatha Ledgera, Jeremy Ironse či Sienny Miller. Je též známá díky seriálu Hra o trůny, kde si zahrála jednu z ústředních postav byla velmi oblíbená mezi diváky. Současně ztvárnila i postavu Cressidy ve snímcích Hunger Games: Síla vzdoru 1. část a Hunger Games: Síla vzdoru 2. část.

## Biografie

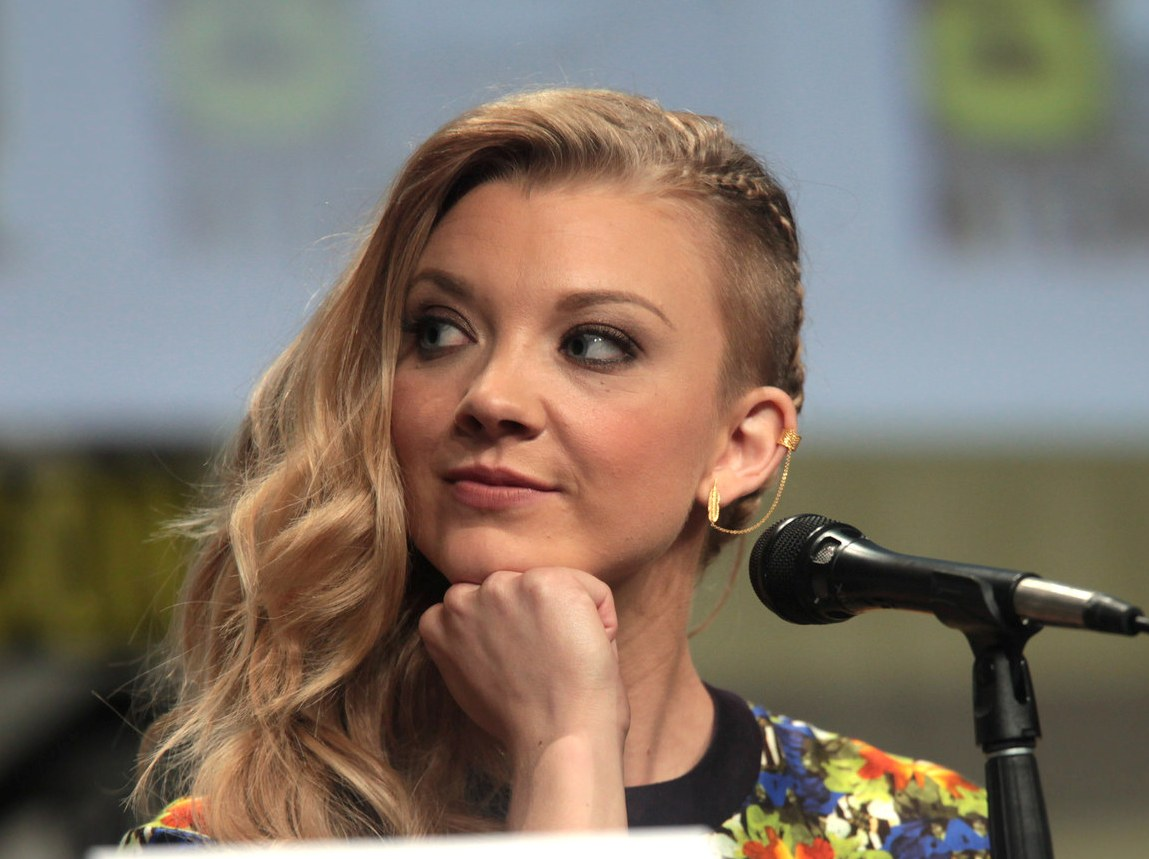
Dormerová v roce 2013 v San Diegu

Natalie se narodila v Readingu v Anglii, kde ji vyrůstala s nevlastním otcem, matkou, sestrou Samanthou a bratrem Markem. Od svého dětství studovala balet, moderní tanec a jazz. Sama o sobě říká, že byla na základní škole šikanovaná, její studijní výsledky ale byly velmi dobré a byla kapitánkou dívčího košíkového družstva. Přestože se ve jméně shoduje s vévodkyní a dvorní dámou Marie I., Jane Dormer, tvrdí, že se pravděpodobně nejedná o její příbuznou.
V roce 2011 se Natalie zasnoubila s Anthonym Byrnenem, kterého potkala v Dublinu během natáčení seriálu Tudorovci v roce 2007. V srpnu 2014 uvedla do povědomí onemocnění ALS, tím, že se zúčastnil tzv. Ice Bucket Challenge. Je členkou londýnské šermířské akademie.

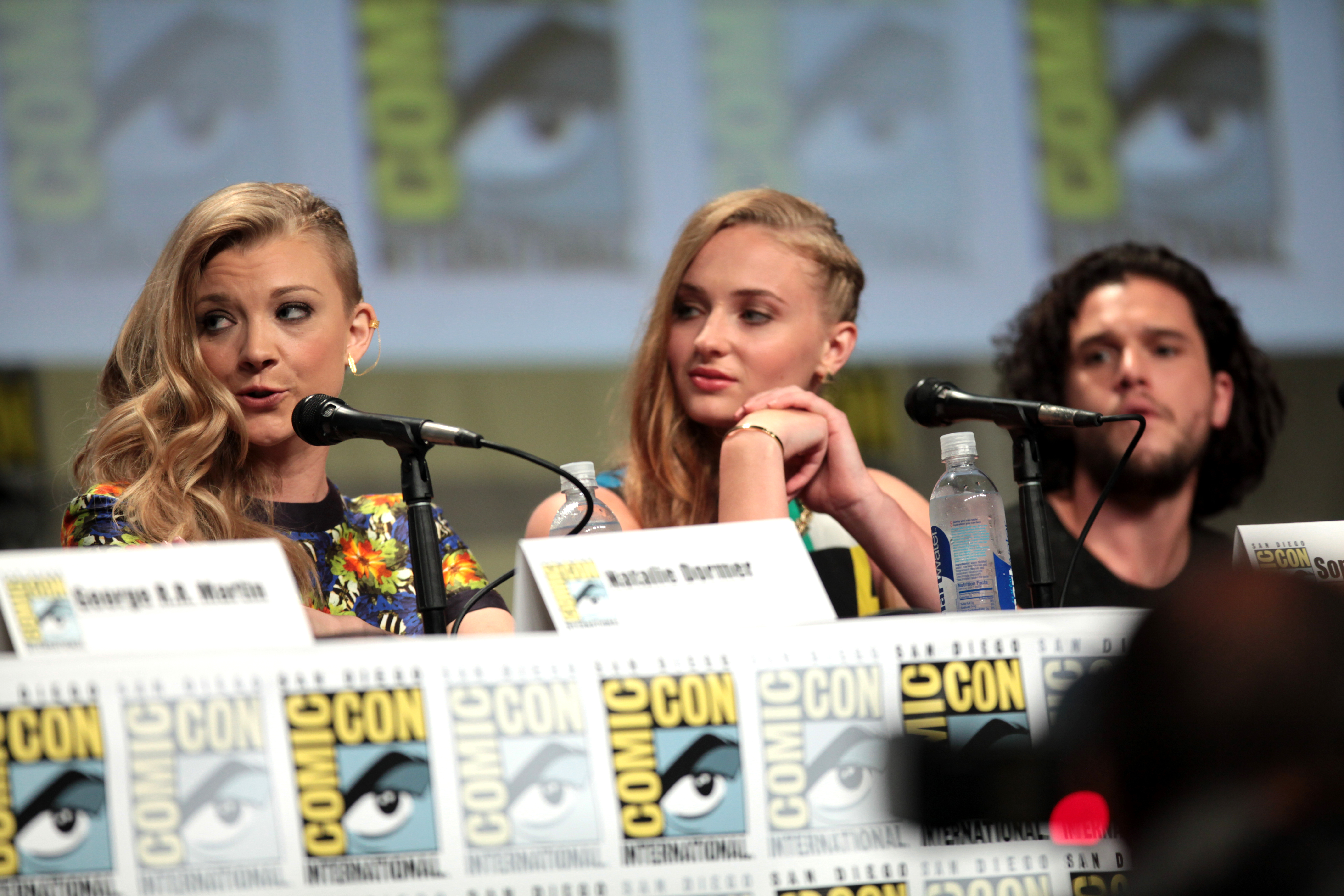
Natalie na konferenci Hry o trůny se Sophie Turner a Kitem Haringtonem

## Kariéra
V osmnácti letech se přestěhovala do Londýna, kde studovala herectví na prestižní Webber Douglasově akademii. Dle jejích vlastních slov na ni měla velký vliv herečka Cate Blanchettová.
Talent v Natalii objevil režisér Lasse Hallström při natáčení filmu Cassanova. Po tomto výkonu byla obsazena do tří filmů Disney Touchstone. V letech 2007 až 2008 hrála v seriálu Tudorovci Annu Boleynovou, která je nejprve milenka krále Jindřicha VIII. a posléze se stane jeho manželkou. v roce 2011 začala hrát v seriálu Hra o trůny, postavu Margaery Tyrell, která je jednou z ústředních postav celého seriálu. V roce 2015 se objevila ve videoklipu zpěváka Hoziera s názvem „Someone New“.

## Filmografie
| Rok  | Název                             | Role                   | Poznámky         |
| ---- | --------------------------------- | ---------------------- | ---------------- |
| 2005 | Casanova                          | Victoria               |                  |
| 2007 | Brilantní plán                    | Cassie                 |                  |
| 2009 | Město života                      | Olga                   |                  |
| 2011 | W.E.                              | Elizabeth Bowes-Lyon   |                  |
| 2011 | Captain America: První Avenger    | Lorraine               |                  |
| 2012 | Electric Cinema: How to Behave    | Lauren Bacallová       | Krátký film      |
| 2013 | A Long Way from Home              | Suzanne                |                  |
| 2013 | Rivalové                          | zdravotní sestra Gemma |                  |
| 2013 | Konzultant                        | Blondýna               |                  |
| 2013 | The Ring Circle                   | Millie                 | Krátký film      |
| 2013 | The Brunchers                     | Ona                    | Krátký film      |
| 2014 | Klub výtržníků                    | Charlie                |                  |
| 2014 | Hunger Games: Síla vzdoru 1. část | Cressida               |                  |
| 2015 | Hunger Games: Síla vzdoru 2. část | Cressida               |                  |
| 2016 | Les sebevrahů                     | Sara a Jess Pricovy    |                  |
| 2018 | Patient Zero                      | Dr. Gina Rose          |                  |
| 2018 | Děsivá temnota                    | Sofia                  | také scenáristka |
| 2019 | Profesor a šílenec                | Eliza Merrett          |                  |
| 2019 | Super mazlíčci                    | Belle (hlas)           |                  |

## Televize
| Rok       | Název                                    | Role                       | Poznámky                          |
| --------- | ---------------------------------------- | -------------------------- | --------------------------------- |
| 2005      | Distant Shores                           | Žena                       | díl: „1.1“                        |
| 2005      | Inspektor Rebus II. – Rakvičky           | Phillippa Balfour          | díl: „The Falls“                  |
| 2007–2010 | Tudorovci                                | Anna Boleynová             | 21 dílů                           |
| 2009      | Masterwork                               | Mo Murphy                  | Pilotní díl                       |
| 2009      | Slečna Marplová: Proč nepožádali Evanse? | Moira Nicholson            | díl: „Why Didn't They Ask Evans?“ |
| 2011      | Silk                                     | Niamh Cranitch             | 6 dílů                            |
| 2011      | The Fades                                | Sarah Etches               | 6 dílů                            |
| 2012–2016 | Hra o trůny                              | Margaery Tyrell            | hlavní role, 26 dílů              |
| 2013–2015 | Jak prosté                               | Jamie Moriarty/Irene Adler | 6 dílů                            |
| 2015      | Skandální život Lady Worsley             | Seymour Worsley            | Televizní film                    |
| 2018      | Piknik na Hanging Rock                   | Hester Appleyard           | 6 dílů                            |
| 2019      | Temný krystal: Věk vzdoru                | Onice (hlas)               | 3 díly                            |
| 2020      | Penny Dreadful: Město andělů             | Magda / Elsa / Alex / Rio  | hlavní role                       |

### Videohry
| Rok  | Název                  | Role             | Poznámky |
| ---- | ---------------------- | ---------------- | -------- |
| 2014 | Hra o trůny            | Margaery Tyrell  |          |
| 2017 | Mass Effect: Andromeda | Dr. Lexi T’Perro |          |

### Hudební videa
| Rok  | Název skladby | Umělec |
| ---- | ------------- | ------ |
| 2015 | „Someone New“ | Hozier |

### Divadlo
| Rok  | Název            | Role         | Místo uvedení                   |
| ---- | ---------------- | ------------ | ------------------------------- |
| 2003 | Komedie omylů    | Adriana      | The Cliveden Open Air Theatre   |
| 2010 | Sweet Nothings   | Mizi         | Young Vic, Londýn               |
| 2010 | .45              | Pat          | Hampstead Theatre, Londýn       |
| 2012 | After Miss Julie | paní Julie   | Young Vic, Londýn               |
| 2017 | Venus in Fur     | Vanda Jordan | Theatre Royal Haymarket, Londýn |